# Lijst van voetbalinterlands Burkina Faso - Egypte
Deze lijst van voetbalinterlands is een overzicht van alle officiële voetbalwedstrijden tussen de nationale teams van Burkina Faso (dat tot 1984 Opper-Volta heette) en Egypte. De landen hebben tot op heden acht keer tegen elkaar gespeeld. De eerste ontmoeting was een wedstrijd tijdens de Afrikaanse Spelen 1973 op 12 januari 1973 in Ibadan (Nigeria). Het laatste duel, een kwalificatiewedstrijd voor het Wereldkampioenschap voetbal 2026, werd gespeeld in Caïro op 6 juni 2024.

## Wedstrijden
| № | Plaats         | Datum            | Competitie             | Wedstrijd             | Uitslag |
| - | -------------- | ---------------- | ---------------------- | --------------------- | ------- |
| 1 | Ibadan         | 12 januari 1973  | Afrikaanse Spelen 1973 | Egypte − Opper-Volta  | 4 − 2   |
| 2 | Bobo-Dioulasso | 25 februari 1998 | Afrika Cup 1998        | Burkina Faso − Egypte | 0 − 2   |
| 3 | Kano           | 1 februari 2000  | Afrika Cup 2000        | Egypte − Burkina Faso | 4 − 2   |
| 4 | Caïro          | 11 januari 2002  | Vriendschappelijk      | Egypte − Burkina Faso | 2 − 2   |
| 5 | Port Said      | 17 januari 2004  | Vriendschappelijk      | Egypte − Burkina Faso | 1 − 1   |
| 6 | Alexandrië     | 27 februari 2016 | Vriendschappelijk      | Egypte − Burkina Faso | 2 − 0   |
| 7 | Libreville     | 1 februari 2017  | Afrika Cup 2017        | Burkina Faso − Egypte | 1 − 1   |
| 8 | Caïro          | 6 juni 2024      | WK 2026 kwalificatie   | Egypte − Burkina Faso | 2 − 1   |

## Samenvatting
| Competitie        | Totaal gespeeld | Winst Burkina Faso | Gelijk | Winst Egypte | Doelsaldo Burkina Faso – Egypte |
| ----------------- | --------------- | ------------------ | ------ | ------------ | ------------------------------- |
| WK-kwalificatie   | 1               | 0                  | 0      | 1            | 1 − 2                           |
| Afrika Cup        | 3               | 0                  | 1      | 2            | 3 − 7                           |
| Afrikaanse Spelen | 1               | 0                  | 0      | 1            | 2 − 4                           |
| Vriendschappelijk | 3               | 0                  | 2      | 1            | 3 − 5                           |
| Totaal            | 8               | 0                  | 3      | 5            | 9 − 18                          |

Wedstrijden bepaald door strafschoppen worden, in lijn met de FIFA, als een gelijkspel gerekend.

## Details

### Zevende ontmoeting
| Halve finale Afrika Cup 2017 (Libreville, Gabon, 1 februari 2017):         |                     |                                                                  |
| Burkina Faso                                                               | 1 – 1               | Egypte                                                           |
| Aristide Bancé 73'                                                         | goals               | 66' Mohamed Salah                                                |
| Alain Traoré Banou Diawara Steeve Yago Kouakou Hervé Koffi Bertrand Traoré | strafschoppen 3 – 4 | Abdallah Said Ramadan Sobhi Ahmed Hegazy Mohamed Salah Amr Warda |

FBF · A-internationals · Olympisch elftal · Burkinees vrouwenelftal
1960 – 1969 · 
1970 – 1979 · 
1980 – 1989 · 
1990 – 1999 · 
2000 – 2009 · 
2010 – 2019 ·
2020 − 2029
Algerije ·
Angola ·
Bahrein ·
België ·
Benin ·
Botswana ·
Burundi ·
Centraal-Afrikaanse Republiek ·
Chili ·
Comoren ·
Congo-Brazzaville ·
Congo-Kinshasa ·
Djibouti ·
Egypte ·
Equatoriaal-Guinea ·
Ethiopië ·
Gabon ·
Gambia ·
Ghana ·
Guinee ·
Guinee-Bissau ·
Iran ·
Ivoorkust ·
Kaapverdië ·
Kameroen ·
Kazachstan ·
Kenia ·
Kosovo · 
Lesotho ·
Liberia ·
Libië ·
Madagaskar ·
Malawi ·
Mali ·
Marokko ·
Mauritanië ·
Mozambique ·
Namibië ·
Niger ·
Nigeria ·
Noord-Korea ·
Oeganda ·
Oezbekistan ·
Oman ·
Qatar ·
Senegal ·
Seychellen ·
Sierra Leone ·
Soedan ·
Swaziland ·
Tanzania ·
Togo ·
Tunesië ·
Zambia ·
Zimbabwe ·
Zuid-Afrika ·
Zuid-Korea ·
Zuid-Soedan
Nigeria (2013)
EFA · A-internationals · Selecties · Bondscoaches · Egyptisch vrouwenelftal · Olympisch elftal · Egypte U21 · Egypte U20 · Egypte U19 · Egypte U18 · Egypte U17
1920 – 1929 · 
1930 – 1939 · 
1940 – 1949 · 
1950 – 1959 · 
1960 – 1969 · 
1970 – 1979 · 
1980 – 1989 · 
1990 – 1999 · 
2000 – 2009 · 
2010 – 2019 ·
2020 − 2029
WK 1934 · 
WK 1990 · 
WK 2018
OS 1924 · 
OS 1928 · 
OS 1936 · 
OS 1948 · 
OS 1952 · 
OS 1960 · 
OS 1964 · 
OS 1968 · 
OS 1992 · 
OS 2012 · 
OS 2020
1920 · 
1921–1923 · 
1924 · 
1925–1927 · 
1928 · 
1929–1931 · 
1932 · 
1933 · 
1934 · 
1935 · 
1936 · 
1937–1947 · 
1948 · 
1949 · 
1950 · 
1952 · 
1952 · 
1953 · 
1954 · 
1955 · 
1956 · 
1957 · 
1958 · 
1959 · 
1960 · 
1961 · 
1962 · 
1963 · 
1964 · 
1965 · 
1966 · 
1967 · 
1968 · 
1969 · 
1970 · 
1971 · 
1972 · 
1973 · 
1974 · 
1975 · 
1976 · 
1977 · 
1978 · 
1979 · 
1980 · 
1981 · 
1982 · 
1983 · 
1984 · 
1985 · 
1986 · 
1987 · 
1988 · 
1989 · 
1990 · 
1991 · 
1992 · 
1993 · 
1994 · 
1995 · 
1996 · 
1997 · 
1998 · 
1999 · 
2000 · 
2001 · 
2002 · 
2003 · 
2004 · 
2005 · 
2006 · 
2007 · 
2008 · 
2009 · 
2010 · 
2011 · 
2012 ·
2013 ·
2014 ·
2015 ·
2016 ·
2017 ·
2018 ·
2019 ·
2020 ·
2021 ·
2022 ·
2023 ·
2024
Algerije ·
Angola ·
Argentinië ·
Australië ·
Bahrein ·
België ·
Benin ·
Bolivia ·
Bosnië en Herzegovina ·
Botswana ·
Brazilië ·
Bulgarije ·
Burkina Faso ·
Burundi ·
Canada ·
Centraal-Afrikaanse Republiek ·
Chili ·
China ·
Colombia ·
Comoren ·
Congo-Brazzaville ·
Congo-Kinshasa ·
DDR ·
Denemarken ·
Djibouti ·
Duitsland ·
Engeland ·
Equatoriaal-Guinea ·
Estland ·
Ethiopië ·
Finland ·
Frankrijk ·
Gabon ·
Georgië ·
Ghana ·
Griekenland ·
Guinee ·
Guinee-Bissau ·
Hongarije ·
Ierland ·
Indonesië ·
Irak ·
Iran ·
Italië ·
Ivoorkust ·
Jamaica ·
Japan ·
Jemen ·
Joegoslavië ·
Jordanië ·
Kaapverdië ·
Kameroen ·
Kenia ·
Koeweit ·
Kroatië ·
Libanon ·
Liberia ·
Libië ·
Litouwen ·
Luxemburg ·
Madagaskar ·
Malawi ·
Mali ·
Malta ·
Marokko ·
Mauritanië ·
Mauritius ·
Mexico ·
Mozambique ·
Namibië ·
Nederland ·
Nieuw-Zeeland ·
Niger ·
Nigeria ·
Noord-Korea ·
Noord-Macedonië ·
Noorwegen ·
Oeganda ·
Oman ·
Oostenrijk ·
Palestina ·
Polen ·
Portugal ·
Qatar ·
Roemenië ·
Rusland ·
Rwanda ·
Saoedi-Arabië ·
Schotland ·
Senegal ·
Sierra Leone ·
Slowakije ·
Soedan ·
Somalië ·
Spanje ·
Swaziland ·
Syrië ·
Tanzania ·
Thailand ·
Togo ·
Trinidad en Tobago ·
Tsjaad ·
Tsjecho-Slowakije ·
Tunesië ·
Turkije ·
Uruguay ·
Verenigde Arabische Emiraten ·
Verenigde Staten ·
Wit-Rusland ·
Zambia ·
Zimbabwe ·
Zuid-Afrika ·
Zuid-Jemen ·
Zuid-Korea ·
Zuid-Soedan ·
Zweden ·
Zwitserland
Kameroen (2017) ·
Rusland (2018) ·
Saoedi-Arabië (2018) ·
Uruguay (2018)